# Sergio Foglia
| 95895 Sebastiano    | 25 aprile 2003   |
| 159215 Apan         | 30 novembre 2005 |
| 272746 Paoladiomede | 29 dicembre 2005 |

Sergio Foglia (Milano, 1972) è un astronomo amatoriale italiano.
Fa parte del team del Programma T3. È responsabile della sezione di ricerca degli asteroidi dell'Unione astrofili italiani. Si occupa anche di osservazione di stelle variabili: ha compiuto oltre 12.000 misure di luminosità , le sue osservazioni sono registrate presso l'AAVSO sotto la sigla FSE .
Il Minor Planet Center gli accredita la scoperta di tre asteroidi, effettuate tra il 2003 e il 2005, di cui una in collaborazione con Maura Tombelli.

## Riconoscimenti
Gli è stato dedicato l'asteroide 13147 Foglia . Nel 2008 gli è stata assegnato il premio Premio Nazionale Meteorite d'Oro, sezione Asteroidi e Comete .